# Teredorus xishuiensis
Teredorus xishuiensis är en insektsart som beskrevs av Zheng, Z., K. Li och F-m. Shi 2003. Teredorus xishuiensis ingår i släktet Teredorus och familjen torngräshoppor. Inga underarter finns listade i Catalogue of Life.